# Pouteria doonsaf
Pouteria doonsaf là một loài thực vật có hoa trong họ Hồng xiêm. Loài này được P.Royen miêu tả khoa học đầu tiên năm 1957.